# IPhone 5c

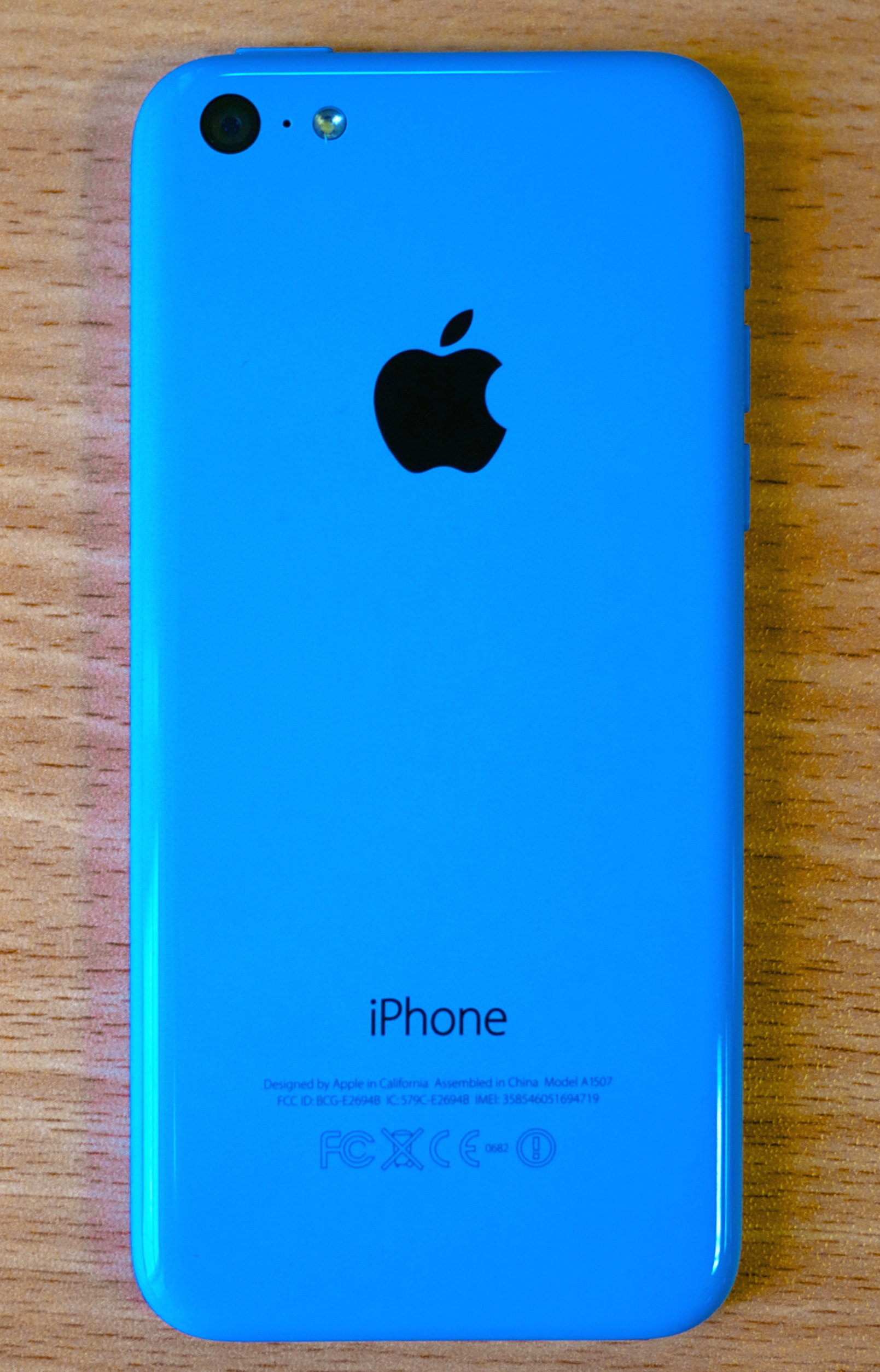
iPhone 5C 藍 背面

iPhone 5c是蘋果公司於2013年9月10日發表的新一代智慧型手機，宣傳口號爲「天賦多彩（For the colourful）」。
蘋果歷代都會販售過季機型作為低配選擇，但iPhone 5與前代產品不同，iPhone 5c發表後iPhone 5馬上停產，且價格和規格也與iPhone 5相近，因而被認爲是iPhone 5的繼任者，被指是是最失敗的iPhone。iPhone 5c繼iPhone 3GS之後再度使用聚碳酸酯作為外殼材質，並首次在iPhone產品中引入多種顏色，同時推出的專用保護殼亦有多種顏色可選。
iPhone 5c及iPhone 5s在開售後首三日共錄得九百萬破紀錄銷量。

## 沿革
- 處理器採用與 iPhone 5 相同的 Dual-core Apple A6 晶片及 1 GB 記憶體。
- 螢幕與 iPhone 5 相同，爲 4 吋 Multi-touch 螢幕，使用 In-cell 技術，具備 1136 × 640 像素及 326ppi 解像度。
- 鏡頭模組亦與 iPhone 5 相同，包括最大光圈 f/2.4 的八百萬像素後置攝像頭和一百二十萬像素的前置 Facetime 攝像頭。
- 許多其他硬體規格都與 iPhone 5 相同，包括 nano SIM、Lightning 接口、藍牙 4.0 標準及 EarPods 耳機等。

## 改動
- 首次引入了彩色的聚碳酸酯外殼，與同時推出的彩色矽膠保護殼可搭配出超過三十種不同的色彩組合，不過前面板均爲黑色。蘋果公司 還設計了一個鋼製框架來保證機身強度，同時充當天線之用。
- 內置電池容量較 iPhone 5 的 1440 mAh 略有提升，達到了 1510 mAh，不過在 Apple 公佈的實際使用時間中並沒有明顯改進[6]。
- 初始作業系統爲 iOS 7。
- 重量比 iPhone 5 的 112 g (4.0 o.z) 稍重，爲 132 g (4.65 o.z)，
- 與 iPhone 5s 一樣將中國大陸列與首批發售的地區中，中華民國（台灣）則於第二批10月25日正式發售。

## 顏色
| 顏色 | 名稱 | 備註       |
| ---- | ---- | ---------- |
|      | 白色 | 正面為黑色 |
|      | 藍色 | 正面為黑色 |
|      | 綠色 | 正面為黑色 |
|      | 黃色 | 正面為黑色 |
|      | 紅色 | 正面為黑色 |

### iPhone产品时间线
| iPhone型號年表 |
| -------------- |
|                |

## 外部連結
- Apple - iPhone 5c（页面存档备份，存于）

| 前任： iPhone 5 | iPhone 5c iPhone 5s 第七代 | 繼任： iPhone 6 iPhone 6 Plus |